# 前胸腺
前胸腺（ぜんきょうせん、英：prothoracic gland）は、昆虫の胸部にある内分泌腺。前胸腺と命名したのは田中義麿と言われている。

## 概要
昆虫の胸部にある内分泌腺であり、エクジソン（昆虫の脱皮・変態を誘導するステロイドホルモンの一種である脱皮ホルモン）を合成・分泌する。このエクジソンと頭部にあるアラタ体（英：corpus allatum）から分泌される幼若ホルモンが共にある場合、脱皮の際に変態は起らず、幼虫のまま大きくなる。終齢幼虫では幼若ホルモンがなくなるため、蛹へと変態する。
形態は種ごとに異なり、カイコでは第一気門付近に左右1対存在する。ショウジョウバエでは前胸腺、アラタ体、側心体細胞（英：corpora cardiaca）が融合した環状腺（英：ring gland）として脳の近辺に存在する。
エクジソンの合成はハロウィーン遺伝子と呼ばれる遺伝子群などによって行われる。エクジソンの合成遺伝子はそれぞれ別個の機構で転写調節を受けている。
エクジソンの分泌には分泌小胞とABCトランスポーターが関わっていると言われている。

## ホルモンによる調節
前胸腺のエクジソン合成を促進するホルモン（前胸腺刺激ホルモン、英：Prothoracicotropic hormone: PTTH）を脳が分泌していることは古くから知られていた。1990年頃、数千万個近いカイコの頭部から片岡宏誌が石崎宏矩と鈴木昭憲の指導の下で精製作業を行い、脊椎動物の成長因子に類似したタンパク質が同定された。現在、単にPTTHというときは通常はこの分子のことを指す。PTTHの受容体はチロシンキナーゼ型受容体Torsoである。
片岡宏誌の前には長澤寛道が前胸腺刺激ホルモンの精製作業を行っていた。長澤寛道の精製したタンパク質（ボンビキシン、英：bombyxin）は、エリサンの除脳蛹には極微量でも活性があったがカイコの除脳蛹には活性が全くないことが判明したため、真の前胸腺刺激ホルモンではないと考えられたが、長澤寛道は精製を続けた。計算機での相同検索ができなかった時代であったが、長澤寛道はアミノ酸残基が５つだけ判明した時点でボンビキシンとインシュリンの相同性に文献調査から気づき、無脊椎動物初のインシュリン様遺伝子の報告としてScience誌に発表した。
今日ではPTTH以外にも多くのホルモンが前胸腺に作用することがわかっている。前胸腺におけるインシュリンのシグナル伝達機構の重要性もショウジョウバエを用いる３つのグループから2005年に報告された。

## 神経投射
前胸腺には中枢神経系より何本かの神経が前胸腺に接続しており、それらの役割は不明であった。2006年にFMRFアミドという低分子の神経ペプチドがこの神経により運ばれ、脱皮ホルモン合成を抑制する機構も存在することが片岡宏誌らにより報告された。

## 参考資料
1. ↑  “【裳華房メールマガジン】 裳華房の“古書”探訪（7）　 田中義麿 著『科学論文の書き方』”. www.shokabo.co.jp. 2024年7月27日閲覧。
2. 1 2 3  園部治之、長澤寛道 編『脱皮と変態の生物学: 昆虫と甲殻類のホルモン作用の謎を追う』東海大学、2011年5月1日。
3. 1 2  竹井祥郎、溝口明『多様性の内分泌学: ホルモンの統合的理解のために』丸善出版、2021年11月1日。
4. ↑  Kamiyama, Takumi; Niwa, Ryusuke (2022-02-08). “Transcriptional Regulators of Ecdysteroid Biosynthetic Enzymes and Their Roles in Insect Development”. Frontiers in Physiology 13. doi:10.3389/fphys.2022.823418. ISSN 1664-042X. PMC 8863297. PMID 35211033.
5. ↑  Yamanaka, Naoki; Marqués, Guillermo; O’Connor, Michael B. (2015-11). “Vesicle-Mediated Steroid Hormone Secretion in Drosophila melanogaster” (英語). Cell 163 (4):  907–919. doi:10.1016/j.cell.2015.10.022. PMC 4636736. PMID 26544939.
6. ↑  Kawakami, Atsushi; Kataoka, Hiroshi; Oka, Tadanori; Mizoguchi, Akira; Kimura-Kawakami, Mina; Adachi, Takashi; Iwami, Masafumi; Nagasawa, Hiromichi et al. (1990-03-16). “Molecular Cloning of the Bombyx mori Prothoracicotropic Hormone” (英語). Science 247 (4948):  1333–1335. doi:10.1126/science.2315701. ISSN 0036-8075.
7. 1 2  “『かつて絵描きだった』石崎 宏矩”. サイエンティスト・ライブラリー | JT生命誌研究館. 2024年7月24日閲覧。
8. 1 2 3  石崎 宏矩『サナギから蛾へ: カイコの脳ホルモンを究める』名古屋大学出版会、2006年10月10日。
9. 1 2  西尾敏彦 編『昭和農業技術史への証言 第10集 (人間選書 274)  第3話 農芸化学の研究生活回顧―生物活性物質の研究者からサポーターへ 鈴木昭憲述』農山漁村文化協会、2012年12月1日、139-196頁。
10. 1 2  “カイコ脳神経ペプチドに関する化学的・分子生物学的研究”.   日本学士院 (1992年6月8日). 2024年7月24日閲覧。
11. ↑  Rewitz, Kim F.; Yamanaka, Naoki; Gilbert, Lawrence I.; O’Connor, Michael B. (2009-12-04). “The Insect Neuropeptide PTTH Activates Receptor Tyrosine Kinase Torso to Initiate Metamorphosis（シグナル伝達機構についての議論はsupplementary materialsにある）” (英語). Science 326 (5958):  1403–1405. doi:10.1126/science.1176450. ISSN 0036-8075.
12. ↑  Jenni, Simon; Goyal, Yogesh; von Grotthuss, Marcin; Shvartsman, Stanislav Y.; Klein, Daryl E. (2015-12). “Structural Basis of Neurohormone Perception by the Receptor Tyrosine Kinase Torso” (英語). Molecular Cell 60 (6):  941–952. doi:10.1016/j.molcel.2015.10.026.
13. ↑  Nagasawa, Hiromichi; Kataoka, Hiroshi; Isogai, Akira; Tamura, Saburo; Suzuki, Akinori; Ishizaki, Hironori; Mizoguchi, Akira; Fujiwara, Yuko et al. (1984-12-14). “Amino-Terminal Amino Acid Sequence of the Silkworm Prothoracicotropic Hormone: Homology with Insulin” (英語). Science 226 (4680):  1344–1345. doi:10.1126/science.226.4680.1344. ISSN 0036-8075.
14. ↑  Yamanaka, Naoki; Rewitz, Kim F.; O'Connor, Michael B. (2013-01-07). “Ecdysone Control of Developmental Transitions: Lessons from Drosophila Research” (英語). Annual Review of Entomology 58 (1):  497–516. doi:10.1146/annurev-ento-120811-153608. ISSN 0066-4170. PMC 4060523. PMID 23072462.
15. ↑  “農業生物資源研究所 - プレスリリース - 昆虫の脱皮に新たなメカニズムを発見 -”. www.naro.affrc.go.jp (2006年6月30日). 2024年7月24日閲覧。